# Вартоломій Осип'юк
Блаженний Варфоломій Осип'юк — один із 13 пратулинських мучеників

## Життя
Народився у 1844 році в селі Богукали, розташованого за два кілометри від Пратулина в сім'ї Василя та Марти Осип'юк. Мав дружину та двох дітей. Був простим селянином, що працював на полі. В житті відзначався працьовитістю та турботою про дім. Щонеділі відвідував Літургію.

## Мучеництво
Перед подіями, що передували розстрілу греко-католицької громади коло пратулинської церкви, Варфоломій Осип'юк був її сторожем. Під час розстрілу отримав смертельні поранення і помер вдома. До того часу встиг сказати, що відчуває себе щасливим віддати життя за віру в Бога. Переносячи страждання завдані важкими пораненнями молився за своїх вбивць.
6 жовтня 1996 року папа Іван-Павло II урочисто причислив його до лику блаженних.